# NGC 3675
NGC 3675 is een spiraalvormig sterrenstelsel in het sterrenbeeld Grote Beer. Het hemelobject werd op 14 januari 1788 ontdekt door de Duits-Britse astronoom William Herschel.

## Synoniemen
- UGC 6439
- MCG 7-24-4
- ZWG 214.5
- PGC 35164